# Punktermanér
Punktermanér er en særegen slags kobberstik, der fremkommer ved, at billedet i kobberpladen dannes af fordybede punkter og ikke af linjer. Punkterne kan frembringes ved gravering eller ved ætsning eller ved begge dele i forening. Dertil anvendes en punsel, som er en lille stålmejsel, og et med små tænder besat hjul, en roulette.